# Jeanne-Émilie de Villeneuve
Pour les autres membres de la famille, voir Famille de Villeneuve (Languedoc).
Jeanne-Émilie de Villeneuve (Toulouse, 9 mars 1811 – Castres, 2 octobre 1854) est une religieuse catholique française fondatrice des Sœurs de Notre-Dame de l'Immaculée Conception de Castres et reconnue sainte par l'Église catholique.

## Biographie
Jeanne-Émilie de Villeneuve, appelée Émilie de Villeneuve, est née à Toulouse le 9 mars 1811. Elle est la petite-fille du comte de Villeneuve et la troisième des quatre enfants du marquis de Villeneuve et de la marquise, née Rosalie d’Avessens. Elle passe les premières années de sa vie au château d’Hauterive, à proximité de Castres, où sa mère doit se retirer en raison de son mauvais état de santé. À l’âge de 14 ans, Émilie perd sa mère et trois années plus tard sa sœur Octavie.
Après le décès maternel, elle vit quelque temps à Toulouse où sa grand-mère prend en charge son éducation et celle de ses sœurs. À 19 ans, Émilie est de retour à Hauterive, où elle gère la vie familiale, soulageant de cette tâche son père, alors maire de Castres (de 1826 à 1830). Ces problèmes familiaux vont marquer son existence, ainsi que le contact qu’elle entretient avec le père Leblanc, jésuite, auquel elle fait part des préoccupations de type social qui ont germé en elle (particulièrement la misère qu’elle découvrait autour d’elle, dans ces premiers moments de la révolution industrielle).
Après avoir envisagé de rejoindre les filles de la Charité, et après un délai de réflexion imposé par son père, elle crée (avec l’accord de son évêque), et en collaboration avec deux compagnes, la congrégation de Notre Dame de l’Immaculée Conception, le 8 décembre 1836. La communauté religieuse est rapidement connue sous le vocable les « sœurs bleues », en raison de la couleur de leur habit.
Dans l’anonymat d’une maison de Castres, elle sert les plus démunis avec ses compagnes : jeunes ouvrières, malades, prostituées, et les condamnés en prison. Puis la congrégation voit grandir le nombre de ses sœurs, et son rayonnement s’étend à l’Afrique (Sénégal, Gambie, Gabon).
En 1853 Émilie de Villeneuve démissionne de sa charge de supérieure générale pour être remplacée par sœur Hélène Delmas. En 1854, l’épidémie de choléra atteint Castres et la fondatrice des sœurs Bleues décède le 2 octobre entourée de ses sœurs.

## Le charisme d'Émilie: l’option privilégiée pour les pauvres
Émilie a fait de la disponibilité et de l’attention aux pauvres une priorité ; elle a pris le risque d’aller à la rencontre des exclus, des prisonniers ou des pauvres filles des rues de Castres. Elle a consacré sa vie aux soins des malades, à l’éducation des jeunes, à l’évangélisation, à la prière et à la charité. Son charisme appelle à devenir missionnaire en prenant position pour la justice, la paix, le respect et l’attention au plus petit dans tous les lieux de vie, et à faire tout cela par amour, selon la devise reprise par la congrégation : « aller là où la voix du pauvre nous appelle ». Il explique l’éventail et la diversité des compétences mises en œuvre par les membres de la congrégation qu'elle a fondée : éducation,santé,social, participation à la vie de l’Église locale.

### Le processus de béatification
Pendant le généralat de mère Sylvie Azaïs, supérieure générale de 1921 à 1936, on commence à copier et à classer quelques documents manuscrits pour approfondir la connaissance de la spiritualité de la mère Jeanne-Emilie de Villeneuve. C’est en 1945 que la supérieure générale Mère Marie-Agathe Vernadat (1936 – 1947) entreprend l’étude des écrits de la mère fondatrice en vue de la cause de béatification. Le 18 août 1947 pendant le chapitre général, mère Germaine Sapène, supérieure générale, communique la décision du conseil d’introduire à Rome le processus de la cause de béatification de Jeanne-Emilie de Villeneuve.
Le processus commence le 25 août 1948 sous la présidence de l’archevêque d’Albi, Mgr Moussaron, qui s’intéressait de longue date à la cause, considérée comme "cause historique" car lancée 94 ans après la mort de la servante de Dieu. L’ouverture du processus diocésain a eu lieu le 25 août 1948. Le 20 novembre 1948, Mgr Moussaron fait exhumer le corps de Jeanne-Emilie de Villeneuve et préside l’inhumation de ses restes le 18 août 1949. Les sessions du tribunal diocésain finissent en février 1950 et, au mois de mars 1950, le dossier est transféré à Rome. La positio sur les vertus a été approuvée le 10 octobre 1984. Le 6 juillet 1991 a lieu la lecture du décret de l’héroïcité des vertus devant le pape qui autorise la promulgation devenue officielle le 9 octobre 1991.

### Le premier miracle
Dans le mois de février 1995, Binta Diaby, jeune africaine, hospitalisée à Barcelone, (Espagne), est guérie d’une péritonite aigüe par l’intercession de la servante de dieu Jeanne Emilie de Villeneuve. Une guérison survenue après la visite auprès de la jeune femme des sœurs bleues d’une communauté voisine, et de la neuvaine qu’elles ont entreprises. Les médecins ont reconnu la guérison et le dossier de Binta Diaby est envoyé à Mgr Ricardo María Carles Gordó, évêque de Barcelone, le 27 mars 2003. Le tribunal diocésain commence le 16 mai 2003, il est conclu le 29 octobre 2003. Les actes du processus sont amenés à Rome le 31 octobre 2003 et le 4 février la congrégation pour les causes des saints promulgue le décret de validité. Dans la consultation médicale réalisée le 16 février 2006, les membres reconnaissent à l’unanimité que la médecine ne peut expliquer la guérison en question.

### La béatification en 2009
Le 17 décembre 2007, le pape Benoît XVI autorise l’émission du décret sur le miracle de la guérison de Binta Diaby attribuée à Jeanne-Émilie de Villeneuve. Elle est béatifiée par Mgr Amato, préfet de la congrégation pour la cause des saints lors d’une cérémonie organisée à Castres (Tarn, France) le 5 juillet 2009.

### Le deuxième miracle
Pour la canonisation de la bienheureuse Jeanne-Emilie de Villeneuve, la postulation présente le cas de la guérison d'une enfant, Emilly Maria de Souza, née le 2 août 2007 à Orocó ( Pernambuco, Brésil). Le 5 mai 2008, Emilly a à peine 9 mois, elle est en train de jouer avec le fil d’un ventilateur, met son doigt dans la prise de courant et reçoit une décharge électrique. Huit minutes après, elle est trouvée paralysée et en train de gémir. 
En arrivant aux urgences, Emilly est violette, évanouie, sans pulsation, ni respiration : elle fait un arrêt cardio-circulatoire. Le médecin qui l'oscule déclare : votre fille est morte, que voulez-vous que je fasse ? » Le papa supplie : « Elle n’est pas morte. Faites tout ce que vous pouvez ! ». Le médecin de garde, le Dr Jairo de Lima Ferreira essaye de réanimer l’enfant. Habituellement les médecins le font pendant 20 minutes. Dans le cas d’Emilly, il essaye pendant une heure jusqu'à ce que le cœur commence à donner le premier signe de vie, il prend l’ambulance et l'emmène à l’hôpital Dom Malan. Elle y resté 10 jours et ensuite 6 jours dans la section pédiatrie. Le médecin qui la suit dit à la famille : « Si Emilly sort d’ici en vie, elle ne va plus ni voir, ni entendre, ni parler et encore moins marcher ». Elle sort de l´hôpital le 20 mai et effectivement, elle ne voit pas, ne parle pas, ne fait que pleurer, la tête tournée en arrière. 
Le 21 mai on commence la neuvaine à Émilie de Villeneuve. La neuvaine se termine le 29. Le 30, à 18 heures, son état clinique change complètement. Emilly, à partir de cette date, commence à se conduire comme une enfant normale, avec les caractéristiques propres à son âge. Aujourd’hui elle est une fillette jolie, joyeuse et communicative. L’initiative d'invoquer la bienheureuse Émilie de Villeneuve est venue de Sœur Ana Célia de Oliveira, religieuse de la congrégation de Notre-Dame de l’Immaculée Conception, qui connait le grand-père d’Emilly, Monsieur Rafael et sa famille. Quand Sœur Ana Célia reçoit la nouvelle de l’accident de la petite fille de Mr Rafael, elle commence à invoquer la fondatrice devant une image qui possède une relique. Cette image est donnée à la famille de l’enfant, qui prie en demandant l’intercession de la bienheureuse ; l’image avec la relique est placée sous la tête de l’enfant. La prière commune, intense, sans ambiguïté et avant la guérison se déroule dans une ambiance de foi. Cela s’est passé après la promulgation du décret sur les vertus héroïques, mais avant la cérémonie de béatification. C’est la raison pour laquelle un indult pontifical est donné afin de pouvoir poursuivre la recherche diocésaine sur le miracle.
La reconnaissance du miracle a lieu du 13 septembre 2011 au 12 juin 2012. Le tribunal diocésain est constitué le 13 septembre à Petrolina. La commission médicale, réalisée le 6 mars 2014, les experts, à l’unanimité, se prononcent sur le diagnostic « arrêt cardiaque respiratoire prolongé après la décharge électrique » et ils considèrent surtout l’absence de conséquences neurologiques, que la science ne peut pas expliquer.

## La canonisation en 2015
Le 25 septembre 2014 le congrès des consulteurs théologiens considèrent la guérison de l’enfant comme un miracle obtenu par l’intercession de la bienheureuse Jeanne-Émilie de Villeneuve. Le 6 décembre 2014, le pape François autorise la promulgation du décret reconnaissant un miracle qui lui est attribué.
À l'issue du consistoire qui se tient à la Basilique Saint Pierre le 14 février 2015, le pape François annonce qu'il canonisera Jeanne-Émilie de Villeneuve le 17 mai 2015. Elle est finalement canonisée à la date prévue, en même temps que Maria Cristina Brando, Marie-Alphonsine Danil Ghattas et Mariam Baouardy et en présence de Bernard Cazeneuve, ministre français de l'Intérieur.

## Pour approfondir